# Pietra Montecorvino
Pietra Montecorvino, seudónimo de Barbara D'Alessandro (Nápoles, 2 de diciembre de 1962) es una cantante y actriz italiana.

## Biografía
Tomó su seudónimo de la ciudad de Pietramontecorvino (Provincia de Foggia). Debutó en 1983 en la película de Renzo Arbore "FF.SS." - Cioè: "...che mi hai portato a fare sopra a Posillipo se non mi vuoi più bene?". En la película también interpretó la canción Sud, que reveló sus dotes vocales. En 1988, grabó su primer 45 RPM, Una città che vola/Tutta pe' mme. Su primer álbum de estudio, Segnorita, data de 1991 y fue escrito por los hermanos Eugenio y Edoardo Bennato. Ese mismo año ganó el premio Targa Tenco como "Mejor Intérprete del Año".
En 1992 participó en el Festival de Sanremo cantando Favola Blues junto con Peppino di Capri. Al año siguiente se publicó su segundo álbum, Voce di Pietra, que contenía la canción Murì, con la que la cantante participó en el Festivalbar. En el verano de 2009, Pietra Montecorvino ofreció un pequeño concierto en Trípoli, en el marco del Día de la Amistad Italo-Libia, en presencia del líder libio Muamar el Gadafi y del primer ministro italiano, Silvio Berlusconi.
A lo largo de su carrera, Montecorvino ha grabado varios discos, tanto inéditos como recopilatorios, colaborando con artistas como Angelo Branduardi, Franco Battiato, Roberto Murolo, Ute Lemper, Mercedes Sosa, Nina Simone, Tonino Carotone y otros. También ha continuado su carrera como actriz, actuado en varias películas, incluidas producciones internacionales como Passione, de John Turturro. Además, es autora del libro Malamusik (Clean Editions, 2013).
Es madre de Carola y Fulvio, nacidos de su matrimonio con Eugenio Bennato.

## Discografía

### Álbumes de estudio
- 1991 - Segnorita
- 1993 - Voce di Pietra
- 2003 - Napoli Mediterranea
- 2009 - Italiana
- 2012 - La stella del cammino
- 2015 - Pietra a metà
- 2017 - Colpa mia
- 2019 - Rigina

### Recopilaciones
- 2000 - Del mio meglio (D.V. More Record CDDV 6424)
- 2014 - Esagerata (CNI Delta Italiana, CNDL 27921)

### 45 RPM
- 1988 - Una città che vola/Tutta pe' mme (Cheyenne Records, CY 553)
- 1992 - Favola blues (RTI Music 1002-2) (con Peppino Di Capri)
- 2019 - Si comme si' (Aloevera Records, avr003)
- 2021 - Je suis amour
- 2022 - Barbara D'Alessandro
- 2022 - Quale stella sei

### Bandas sonoras
- 1983 - "F.F.S.S." - Cioè: "...che mi hai portato a fare sopra a Posillipo se non mi vuoi più bene?" (banda sonora de la película homónima)

## Filmografía
- "FF.SS." - Cioè: "...che mi hai portato a fare sopra a Posillipo se non mi vuoi più bene?" , de Renzo Arbore (1982)
- Cavalli si nasce , de Sergio Staino (1988)
- Due madri per Rocco, de Andrea y Antonio Frazzi - miniserie de televisión (1994)
- Parola di mago, de Bruno Colella (1995)
- Aitanic, de Nino D'Angelo (2000)
- Fondali notturni, de Nino Russo (2002)
- Totò Sapore e la magica storia della pizza, de Maurizio Forestieri (2003), voce
- Passione, de John Turturro (2010)
- My Italy, de Bruno Colella (2016)
- Il vizio della speranza de Edoardo De Angelis (2018)
- Nevia, de Nunzia De Stefano (2019)

## Libros
- Malamusik. Nápoles: Clean Editions (2013). ISBN: 978-8884972453